# باث‌تاب

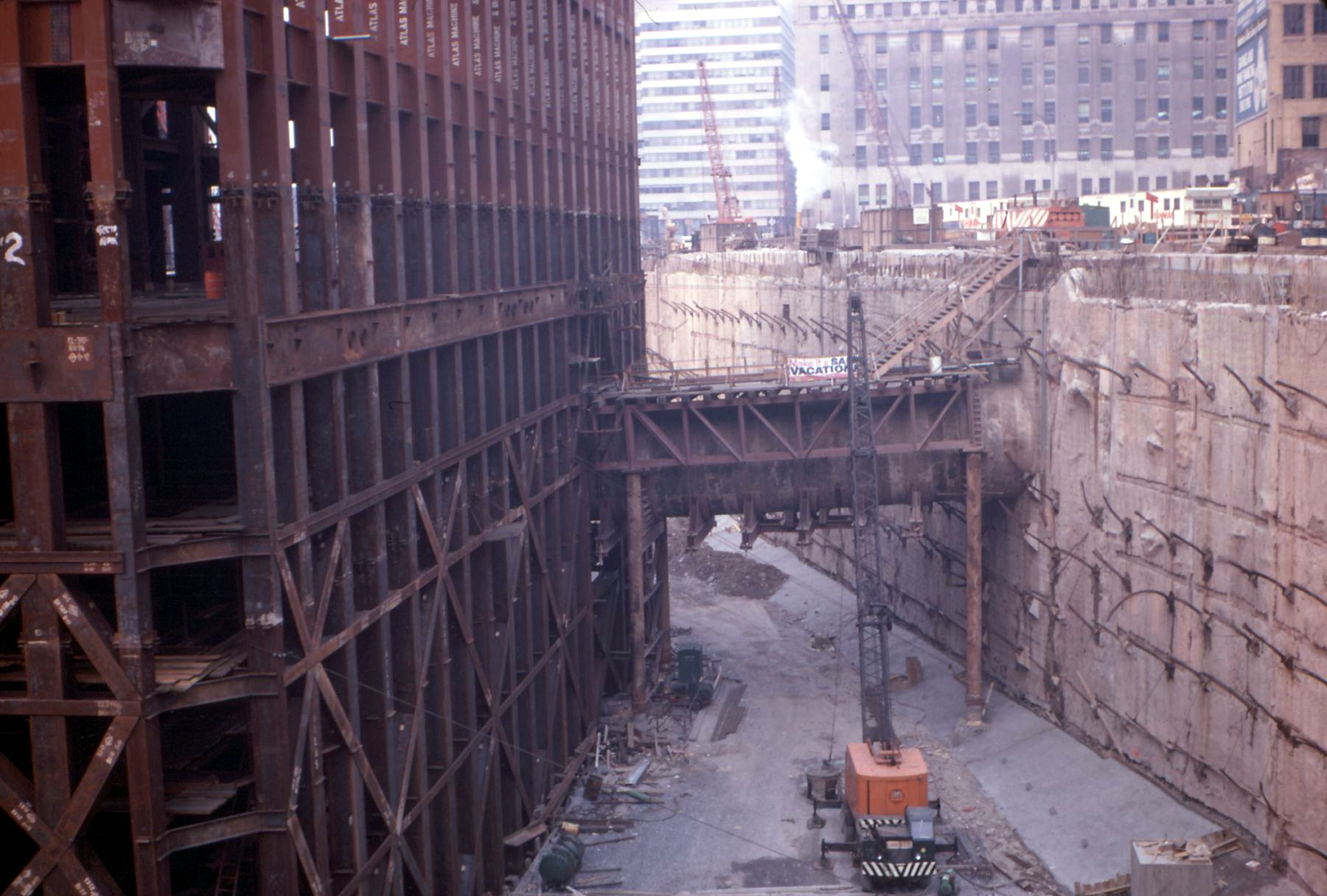
نمای ۱۹۶۸ از باث تاب اصلی WTC که نمای شمال شرقی است. قاب سازه برج جنوبی در سمت چپ قرار دارد. تونل خاکی شرقی PATH را می‌توان در مرکز مشاهده کرد و با عبور از دیوار دوغاب در مسیر خود تا خیابان کورتلند تا ترمینال هادسون می‌رسد.

باث‌تاب (به انگلیسی: The Bathtub) به منطقه شالوده زیرزمینی در محل مرکز تجارت جهانی و ساختمانهای مربوط به آن در شهر نیویورک اشاره دارد. واژه باث تاب به معنی وان حمام نامگذاری نادرستی است زیرا منطقه هیچ آب ندارد. بلکه هدف از طراحی آن، دور نگه داشتن آب است. از این نام بیشتر برای توصیف شکل یک حوض عمیق با دیوارهای بلند مانند وان استفاده شده‌است.

## شرح
باث تاب، که در سال ۱۹۶۷–۱۹۶۸ ساخته شده، شامل حفاری‌های بزرگ تقریباً مستطیل شکل، و تا عمق سنگ بستر است که توسط دیوارهای بتنی مسلح احاطه شده‌است، و به عنوان سد، برای جلوگیری از نفوذ آب رودخانه هادسون (رودخانه شمالی) که در آن نزدیکی واقع شده، ساخته شده‌است. این مجموعه باث تاب، تقریباً کل مرکز تجارت جهانی اصلی را محصور کرده‌است.
سایت مرکز تجارت جهانی در محل دفن زباله‌های ایجاد شده توسط انسان ساخته شده‌است که طی قرن‌ها انباشته شده، و زمینی گسترده را که از رودخانه هادسون تا ساحل اصلی منهتن بود، فراهم می‌کند که سنگ بستر آن در عمق ۶۵ فوت (۲۰ متر) زیر سطح زمین واقع است.
برداشت دستی آب از این منطقه، می‌تواند سطح آب اطراف سایت مرکز تجارت جهانی را به‌طور جدی و اساسی تغییر داده و بدین ترتیب شالوده‌های ساختمانهای اطراف را به خطر بیندازد و باعث نشست کردن آنها شود. به همین دلیل از روش باث تاب استفاده شده‌است.

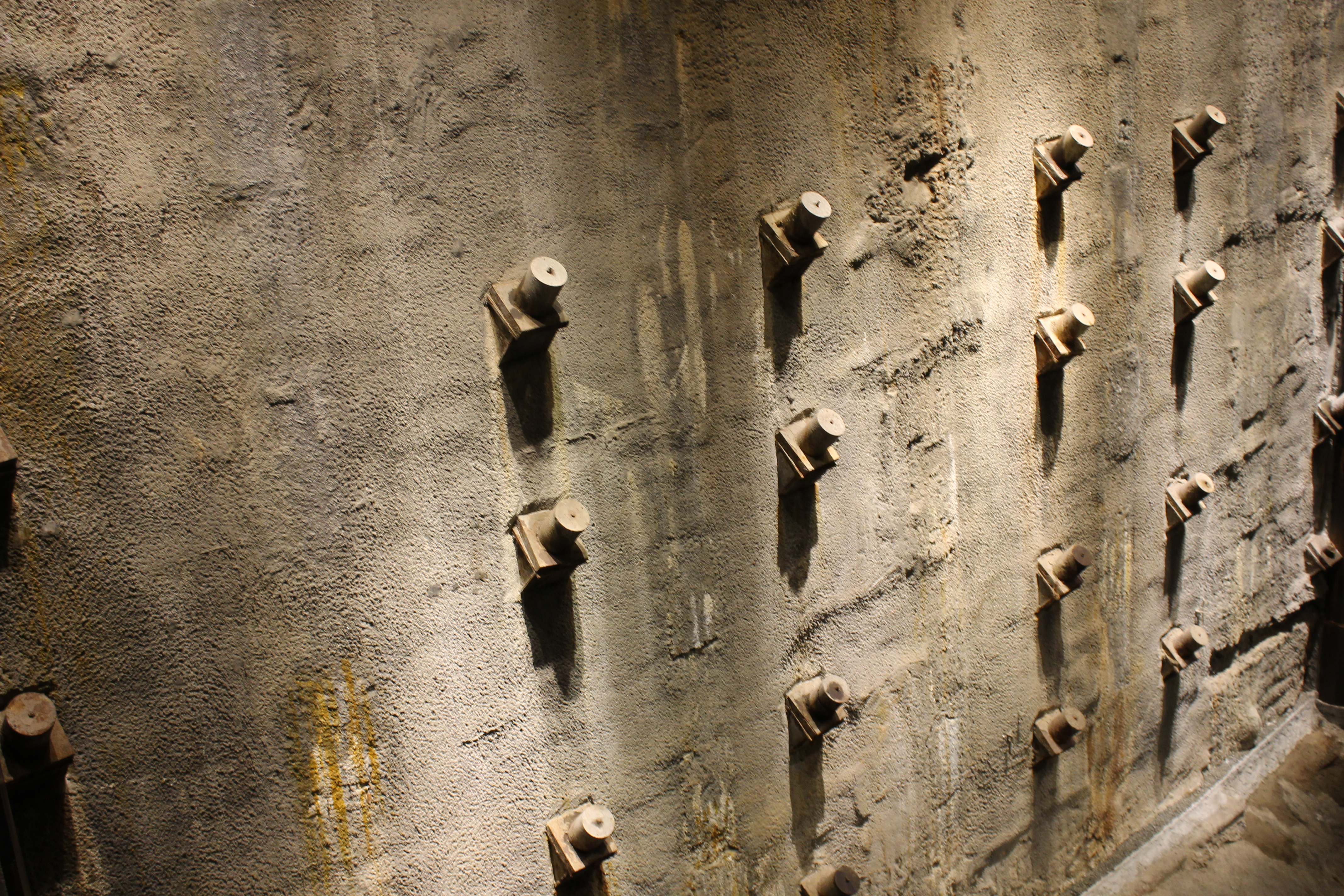
"باث تاب " در یادبود و موزه ملی ۱۱ سپتامبر

باث تاب شامل ۱۶ هکتار (۶۵٬۰۰۰ متر مربع) سایت، هفت طبقه زیرزمین، که ترمینال خط حمل و نقل سریع PATH در مرکز شهر، و خط IRT برادوی هفتم مترو شهر نیویورک را دربردارد. برج جنوبی مرکز تجارت جهانی در واقع در اطراف لوله‌های PATH ساخته شده بود که از محدوده شالوده عبور می‌کرد، بنابراین در سرویس دهی خط حمل و نقل سریع PATH در کل دوره ساخت و ساز، وقفه ای رخ نداد. ضخامت دیوارهای مقاوم در مقابل نفوذ آب ۳ فوت (۰٫۹۱ متر) وارتفاع آن‌ها ۷۰ فوت (۲۱ متر) می‌باشد.
خاک حاصل از حفاری ترانشه ای که برای اجرای باث تاب حفر شده‌است، دوباره به عنوان پرکننده برای محل دفن زباله برای ساخت بتری پارک سیتی مورد استفاده قرار گرفت، و از همین روش نیز برای زیر ساخت منطقه شالوده‌های برج ویلیس در شیکاگو استفاده شد.
چندین سازه وجود دارد که از دیواره باث تاب عبور می‌کنند: DWV، سیستم‌های صنایع همگانی و قطارهای PATH. امروزه، و یک معبر بین مرکز مالی جهانی با نام رسمی بروکفیلد پلیس (به انگلیسی: Brookfield Place) که به مرکز حمل و نقل مرکز تجارت جهانی منتهی می‌شود.

## چالش‌ها و مسائل
پس از احداث، کف‌های طبقات زیرزمین WTC، تکیه گاه جانبی دیوارهای باث تاب بودند. هنگامی که اینها به دنبال فروپاشی برج‌های دوقلو در طی حملات ۱۱ سپتامبر تا حدی تخریب شدند، این نگرانی وجود داشت که تخلیه آوارهای حاصل از آن‌ها می‌تواند دیوارها را تضعیف کرده و باعث خرابی آنها شود، وجان کارگران را به خطر بیندازد و احتمالاً ساختمانهای دیگر را به خطر بیندازد و در ادامه خرابی‌های سیل مانند بخش قابل توجهی از سیستم مترو دربر گیرد. در حین عملیات ترمیم و پاکسازی، تضعیف خطرناک دیواره‌ها کشف شد که باعث شد یک عملیات اورژانسی برای نصب کش‌های مهار به سنگ بستر برای ترمیم و توانبخشی به دیواره‌های باث تاب به کار گرفته شود. خاکبرداری باث تاب جدید بین سالهای ۲۰۰۶ و ۲۰۰۸ انجام شد، که تا عمق ۸۵ فوت (۲۶ متر) زیرزمین می‌رسید.